# Stephen C. Meyer
Stephen C. Meyer (Spokane, 1958) è un filosofo della scienza statunitense.
Meyer è uno dei più importanti sostenitori del Disegno Intelligente. Ha contribuito a fondare il Center for Science and Culture (CSC) del Discovery Institute (DI), la principale organizzazione che sostiene il movimento del Disegno Intelligente. Prima di divenire un membro del  Discovery Institute, Meyer è stato professore al Whitworth College. Meyer è attualmente Senior Fellow del Discovery Institute e direttore del Center for Science and Culture.

## Biografia
Meyer ha conseguito un Bachelor of Science in fisica e scienze della terra nel 1981 presso  la Whitworth University  e ha lavorato come geofisico per la Atlantic Richfield Company. Poco dopo, Meyer ha vinto una borsa di studio del Rotary Club di Dallas per studiare all'Università di Cambridge nel Regno Unito. Meyer ha conseguito un dottorato di ricerca in storia e filosofia della scienza nel 1991 presso l'Università di Cambridge. Dopo aver ottenuto il dottorato di ricerca, Meyer ha insegnato filosofia presso la Whitworth University, poi presso la Palm Beach Atlantic University  In seguito Meyer ha abbandonato l'insegnamento per dedicarsi esclusivamente al movimento del Disegno Intelligente.

## Opere

### Signature in the Cell
Il 23 giugno del 2009, Meyer ha pubblicato per i tipi di HarperOne il libro Signature in the Cell: DNA and the Evidence for Intelligent Design. Il filosofo Thomas Nagel, che ha una posizione polemica verso il riduzionismo in particolare e il materialismo più in generale, ha recensito il libro come suo contributo al supplemento del Times "2009 Books of the Year" definendolo: "un resoconto dettagliato del problema di come la vita è venuta in esistenza dalla materia inanimata – qualcosa che doveva succedere prima che il processo di evoluzione biologica potesse iniziare … Meyer è un cristiano, ma gli atei e i teisti che credono che Dio non intervenga mai nel mondo naturale, trarranno giovamento dall'attenta analisi di questo problema enormemente difficile".
Stephen Fletcher, chimico presso la Loughborough University, ha risposto a The Times Literary Supplement accusando Nagel di "promuovere il libro facendo affermazioni che contengono errori di fatto."  Fletcher ha spiegato: "La selezione naturale è infatti sia un processo chimico che un processo biologico, ed ha operato per circa mezzo miliardo di anni prima che le prime forme di vita cellulare comparissero nella documentazione fossile" .
Darrel Falk, ex presidente della fondazione BioLogos e professore di biologia alla Point Loma Nazarene University, ha esaminato il libro, dicendo che illustra bene il motivo per cui non sostiene il movimento dell'Intelligent Design. Falk critica Meyer per avere contestato ricerche scientifiche come quella di Michael Lynch sulla deriva genetica, senza aver fatto alcun esperimento o calcolo per smentirle. Falk, scrive, "il libro dovrebbe essere un libro di scienza e il movimento dell'Intelligent Design pretende di essere un movimento prevalentemente scientifico – non un movimento filosofico, religioso, o anche un movimento popolare", ma conclude: "Se l'obiettivo del libro era dimostrare che il movimento dell'Intelligent Design è un movimento scientifico, non è riuscito. In realtà, ciò che il libro è riuscito a dimostrare è che l'Intelligent Design è un movimento popolare che affonda le sue radici soprattutto nelle speranze e nei sogni della filosofia, della religione, e soprattutto dell'opinione pubblica".

### Darwin's Doubt
Il 18 giugno 2013, Meyer ha pubblicato il libro Darwin's Doubt: The Explosive Origin of Animal Life and the Case for Intelligent Design  Nel libro, Meyer ha sostenuto che l'esplosione del Cambriano contraddice il processo evolutivo di Charles Darwin ed è meglio spiegata dal Disegno Intelligente.